# Косово на Чемпіонаті світу з водних видів спорту 2015
Косово взяла участь у Чемпіонаті світу з водних видів спорту 2015, який пройшов у Казані (Росія) від 24 липня до 9 серпня. Це перша участь цієї країни в чемпіонатах світу, відтоді як вона здобула членство в FINA в лютому 2015 року.

## Плавання
Косовські плавці виконали кваліфікаційні нормативи в дисциплінах, які наведено в таблиці (не більш як 2 плавці на одну дисципліну за часом нормативу A, і не більш як 1 плавець на одну дисципліну за часом нормативу B):
Чоловіки
| Спортсмен     | Дисципліна           | Попередній заплив | Попередній заплив | Півфінал        | Півфінал        | Фінал           | Фінал           |
| Спортсмен     | Дисципліна           | Час               | Місце             | Час             | Місце           | Час             | Місце           |
| ------------- | -------------------- | ----------------- | ----------------- | --------------- | --------------- | --------------- | --------------- |
| Мерітон Веліу | 100 м вільним стилем | 1:00.41           | 109               | Завершив виступ | Завершив виступ | Завершив виступ | Завершив виступ |
| Мерітон Веліу | 50 м батерфляєм      | 28.67             | 65                | Завершив виступ | Завершив виступ | Завершив виступ | Завершив виступ |
| Лум Жавелі    | 50 м вільним стилем  | 24.91             | 74                | Завершив виступ | Завершив виступ | Завершив виступ | Завершив виступ |
| Лум Жавелі    | 50 м брасом          | 30.95             | 59                | Завершив виступ | Завершив виступ | Завершив виступ | Завершив виступ |

Жінки
| Спортсменка | Дисципліна          | Попередній заплив | Попередній заплив | Півфінал         | Півфінал         | Фінал            | Фінал            |
| Спортсменка | Дисципліна          | Час               | Місце             | Час              | Місце            | Час              | Місце            |
| ----------- | ------------------- | ----------------- | ----------------- | ---------------- | ---------------- | ---------------- | ---------------- |
| Флака Пруті | 50 м вільним стилем | 30.16             | 89                | Завершила виступ | Завершила виступ | Завершила виступ | Завершила виступ |
| Флака Пруті | 100 м на спині      | 1:14.29           | 63                | Завершила виступ | Завершила виступ | Завершила виступ | Завершила виступ |
| Ріта Зекірі | 50 м на спині       | 33.65             | 46                | Завершила виступ | Завершила виступ | Завершила виступ | Завершила виступ |